# Reece Mastin

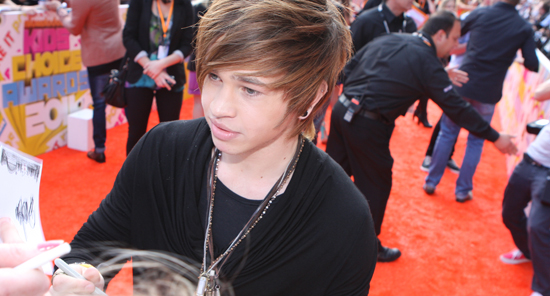
Reece Mastin (2011)

Reece Mastin (* 24. November 1994 in Scunthorpe, England) ist ein australischer Rocksänger.

## Karriere
Geboren und aufgewachsen ist Mastin in England, bevor er mit etwa 10 Jahren mit seiner Familie nach Australien übersiedelte. Er lebt in Greenwith in Adelaide und besucht die Golden Grove High School. Schon von klein an interessierte er sich für Musik, er spielt mehrere Instrumente, war schon in mehreren Bands aktiv und hat eine eigene EP aufgenommen. 2011 nahm er an der australischen Version von The X Factor teil. In der siebten Showwoche konnte er sich nur über den Showdown unter die letzten Fünf retten, danach überzeugte er aber das abstimmende Publikum und konnte schließlich den Wettbewerb gewinnen.
Mit seinem Siegertitel Good Night sprang er Anfang Dezember 2011 sofort auf Platz 1 der australischen Charts. Sein nach ihm benanntes Debütalbum mit seinen Showsongs kam in der Weihnachtswoche auf Platz 2. In Neuseeland schafften es Single und Album auf Platz 1. Good Night verkaufte sich über 350.000 Mal (5-fach-Platin), das Album bekam in seiner Heimat Doppelplatin.
Im Mai bzw. Juli 2012 folgten mit Shut Up & Kiss Me und Shout It Out zwei weitere Singles, die sich in den Charts beider Länder ganz vorne platzieren konnten.

## Diskografie
Alben
- Reece Mastin (2011)
- Beautiful Nightmare (2012)
- Change Colours (2015)

EPs
- Rebel and the Reason (2015)

Singles
- Good Night (2011)
- She Will Be Loved (2011)
- Shut Up & Kiss Me (2012)
- Shout It Out (2012)
- Rock Star (2012)